# A-408
La A-408 es una carretera andaluza en la provincia de Cádiz. Es conocida como la "Carretera del Pedroso".
La carretera discurre únicamente por el término municipal de Puerto Real. Une la ciudad con la A-381 en un recorrido oeste-este, atravesando paisajes arbolados. Los conductores que llegan desde la A-381 a Puerto Real pueden entrar directamente a Cádiz por el Puente José León de Carranza o por el Puente de la Pepa.
Esta carretera continúa, a partir de su enlace con la A-381, hacia Paterna de Rivera, aunque pasa a ser responsabilidad de la Diputación de Cádiz y se llama CA-3200.
- Datos: Q5653341